# Бонакольси, Гвидо
Гви́до де́и Бонако́льси (итал. Guido dei Bonacolsi), по прозванию Боттезе́лла (итал. Bottesella), то есть «Бочонок» (ум. 24 января 1309, Мантуя, синьория Мантуя) — 3-й капитан народа и фактический синьор Мантуи из дома Бонакольси в 1299—1309 годах. Глава партии гибеллинов в Мантуе.

## Биография

### Ранние годы
Время и место рождения Гвидо неизвестно. Он был старшим сыном Джованни деи Бонакольси, по прозванию Гамбагросса, то есть «Большеногий» от неизвестной по имени представительницы дома Гонзага. По отцовской линии приходился внуком Пинамонте деи Бонакольси, первому капитану народа Мантуи из дома Бонакольси. Его отец, рыцарь Тевтонского ордена, в 1274—1288 годах был подестой Вероны. За это время им были приобретены значительные владения в Вилльимпенте, Полетто и Валларсе у Пьетро делла Скала, настоятеля аббатства Святого Зенона. Все они были поделены между Гвидо и его братьями — Берардо, Ринальдо и Бонавентурой после смерти их отца в Вероне 8 апреля 1288 года.
Во время восстания в Мантуе 29 сентября 1291 года Гвидо с братьями поддержал дядю Барделлоне в его решении свергнуть их деда. Барделлоне решился на отчаянный шаг из-за решения Пинамонте деи Бонакольси передать правление сыну Таджино. Перед этим племянники договорились с дядей, у которого не было наследников мужского пола, что после его смерти ему наследует Гвидо. Вскоре после избрания Барделлоне народным капитаном Мантуи, Гвидо стал местным подестой. В мирном договоре с Вероной от 27 мая 1293 года его подпись стоит сразу за подписью дяди. После смерти деда Пинамонте 7 октября 1293 года он унаследовал викариатство Судзару в епархии Мантуи; в наследственные права вступил 11 октября того же года.

### Приход к власти
По неизвестной причине отношения между Гвидо и Барделлоне приобрели напряжённый характер. В июле 1294 года они разошлись во мнении по поводу освобождения Таджино деи Бонакольси, которого держали в заключении с сентября 1291 года, и изгнании из Мантуи Федерико и Коррадино Гонзага, дядей Гвидо по материнской линии. Окончательный разрыв между ними произошёл в июле 1298 года, когда Барделлоне вернул своего брата Таджино из ссылки, собираясь сделать его своим преемником вместо Гвидо. В январе 1299 года все сторонники Гвидо в Мантуе, включая его братьев, были арестованы.
Гвидо укрылся в Вероне у местного правителя Альберто I делла Скала. Весной 1299 года отношения между Мантуей и Вероной обострились, что послужило причиной заключения в июне союзнического договора между Барделлоне и маркграфом Аццо VIII д’Эсте, противником веронского правителя. Однако уже 1 (или 2) июля 1299 года, при поддержке веронцев, Гвидо отстранил своего дядю от власти. Барделлоне признал племянника новым правителем мантуанцев. В тот же день был принят устав, известный под названием «Статута Гвидо» (лат. Statutum factum pro capitaneatu domini Guidonis de Bonacolsis — «Статут для капитана народа Гвидо деи Бонакольси»), в котором утверждалось правление дома Бонакольси в Мантуе и перечислялись все права капитана народа. Последние включали в себя право созывать совет и старейшин, принимать законы, выступать в качестве арбитра в спорах, объявлять войну и заключать мир, назначать всех городских чиновников, включая подесту. Таким образом, в руках правителя Мантуи находилась вся законодательная и исполнительная власть в коммуне.

### Народный капитан
7 июля 1299 года Гвидо заключил союзнический договор с Альберто I делла Скала. В договоре было также прописано требование взаимного отказа в праве на убежище противникам обоих правителей. 19 июля того же года в Вероне Гвидо деи Бонакольси сочетался браком с Костанцей делла Скала, дочерью Альберто I. Оба супруга ранее состояли в бездетных браках, Гвидо с Франческиной Маджи из Брешии, Констанца с маркграфом Обиццо II д’Эсте, и оба успели овдоветь. В тот же день Альберто I возвёл своего зятя в рыцари. Брак носил династический характер, но не дал наследников мужского пола; в нём родились две дочери — Аньезе и Фьорделизе.
Союзнические отношения Мантуи и Вероны сохранялись в течение всего правления Гвидо. В 1301 году мантуанцы и веронцы успешно воевали с Оттоном III, герцогом Каринтии и графом Тироля, захватив у него Риву и Роверето. Они поддержали сторону дяди Гвидо, трентского епископа Филиппо деи Бонакольси, которому герцог закрыл доступ в епархию. 29 декабря 1301 года стороны заключили мирный договор, по которому епископ смог занять свою кафедру в Тренто.
В 1305—1308 годах Мантуя и Верона вместе воевали против маркграфа Аццо VIII д’Эсте. Поводом к войне послужил рост влияния дома Эсте в регионе. После женитьбы Аццо VIII на Беатриче, дочери неаполитанского короля Карла II Хромого, в мае 1305 года Мантуя, Верона и Брешиа заключили военный договор о совместной обороне. 8 ноября того же года Гвидо деи Бонакольси, новый веронский правитель Альбойно делла Скала и пармский правитель Джиберто III да Корреджо заключили военный договор против Аццо VIII. В 1305—1306 годах к договору присоединились коммуна Болоньи и враги Аццо VIII из Реджо и Модены, включая его брата Франческо д’Эсте. 11 февраля 1306 года в Болонье был сформирован окончательный союз, направленный против маркграфа, получивший название «Общества сыновей Святейшей Римской Церкви» (лат. Societas filiorum sacrosancte Romane Ecclesie).
Первые столкновения имели место уже в 1305 году. Удачными оказались восстания в Модене и Реджо 26—27 января 1306 года. Воспользовавшись ситуацией, Гвидо оккупировал коммуну Реджоло. В июле того же года он и Альбойно делла Скала, объединив армии, захватили несколько замков маркграфа, включая Фикаролу. Однако в августе им пришлось прекратить наступление и поддержать миланского правителя Маттео Висконти против Гвидо делла Торре. В октябре с оккупацией коммуны Бергантино завершился первый этап войны.
14 марта 1307 года в замке Судзары противники маркграфа подтвердили свой союз. 10 апреля того же года к ним присоединилась Равенна. Военные действия возобновились летом 1307 года. В августе армии мантуанцев и пармезанцев разбили армию кремонцев, союзников Аццо VIII, но в сентябре были вынуждены отступить. Маркграфу удалось разбить их флот в Серравалле и захватить коммуну Остилья. Война окончилась со смертью Аццо VIII 31 января 1308 года. 3 марта 1308 года Гвидо деи Бонакольси и Альбойно делла Скала заключили мирный договор с его наследников Фреско д’Эсте; позднее к договору присоединились и другие противники покойного маркграфа.
Изгнание пармского правителя Джиберто III да Корреджо, союзника и родственника Бонакольси и Скалигеров, привело к военным действиям Мантуи и Вероны против Пармы. В марте 1308 года мантуанцы и веронцы заняли Гвасталлу, но не смогли вернуть Джиберто III власть в Парме. В том же году Гвидо поддержал сторону Брешии в военном конфликте с Кремоной.

### Поздние годы
В 1308 году Гвидо, у которого не было наследников мужского пола (его бастард Пьетро стал каноником), объявил своим преемником брата Ринальдо деи Бонакольси, по прозванию Пассерино, то есть «Воробей». Его указ от 3 (или 13) ноября 1308 года, которым он назначил младшего брата генеральным викарием и своим преемником, 18 ноября) того же года был подтверждён Генеральным советом Мантуи.
Гвидо жил в «Великом доме» (лат. Magna Domus), построенным им в 1299 году; в декабре 1308 года, уже тяжело больной, он завершил строительство дворца капитанов народа Мантуи, которое начал сразу после прихода к власти в 1299 году. В настоящее время строение являются частью дворца мантуанских герцогов. Гвидо деи Бонакольси умер в Мантуе 24 января 1309 года и был похоронен в церкви Святого Павла. Перед смертью он рекомендовал преемнику быть осторожным с семьёй Гонзага, которую Гвидо считал главными противниками семьи Бонакольси. В своём завещании он велел раздать щедрую милостыню бедным и вернуть конфискованного имущества семьям благородных мантуанцев.